# Тигриный саммит
Тигри́ный са́ммит (Международный форум по проблемам, связанным с сохранением тигра на Земле) прошёл в Санкт-Петербурге с 21 по 24 ноября 2010 года. Об этом официально сообщило Министерство природных ресурсов и экологии Российской Федерации — организатор предстоящей встречи на уровне глав правительств стран, на территории которых сохранились тигры.
Помимо правительства Российской Федерации в обсуждении судьбы тигра приняли участие правительства Китайской Народной Республики, Малайзии, Мьянмы, Социалистической Республики Вьетнам, Королевства Таиланд, республики Индонезии, Камбоджи, Федеративной Демократической Республики Непал, Народной Республики Бангладеш, Республики Индия, Королевства Бутан, Лаосской Народно-Демократической Республики и Республики Казахстан.
В 2008 году под личным контролем Владимира Путина была запущена программа «Амурский тигр», программа изучения амурского тигра с целью его сохранения в дикой природе.
И уже через год рабочая группа Министерства природы и экологии Российской Федерации подготовила проект «Стратегии сохранения амурского тигра в России», который был принят на конференции «Амурский тигр в Северо-Восточной Азии: проблемы сохранения в XXI веке».
В ходе саммита будет принята глобальная стратегия по сохранению тигра и Декларация глав правительств приглашенных государств о намерениях сделать все возможное для сохранения тигра.
29 июля 2023 г. в "Международный  день тигра" в "Новостях" 1 канала ТВ было сообщение, что программа этого "Тигриного саммита" по восстановлению и удвоению популяции диких кошек
полностью выполнена. Сегодня на Земле обитает уже более 6 000 тигров, из которых более 750-и в России.